# Dème de l'Olympe oriental
Pour les articles homonymes, voir Olympe.
Le dème de l'Olympe oriental, en grec moderne : Δήμος Ανατολικού Ολύμπου / Dímos Anatolikoú Olýmpou, est un ancien dème du district régional de Piérie, en Macédoine-Centrale, Grèce. Depuis 2010, il est fusionné au sein du dème de Díon-Ólympos.
Selon le recensement de 2011, la population du dème compte 8 343 habitants.